# Добронравов Михайло Миколайович
Михайло Миколайович Добронра́вов (нар. 9 листопада 1904, Бєлгород — пом. 25 червня 1979, Львів) — український радянський художник і педагог; член Асоціації революційного мистецтва України у 1930—1932 роках та Спілки радянських художників України.

## Біографія
Народився 9 листопада 1904 року в місті Бєлгороді (нині Росія). Протягом 1922—1929 років навчався у Харківському художньому інституті у Миколи Бурачека, Олексія Кокеля, Митрофана Федорова. Дипломна робота — картини «Вантаження крейди» і «Напад на телеграф» (керівник Семен Прохоров).
Упродовж 1931—1932 років викладав на робітничому факультеті при Харківському художньому інституті; у 1934—1941 роках — у Харківському художньому інституті (доцент з 1939 року). У 1952—1967 роках працював викладачем у Львівській художній школі. Жив у Львові в будинку на вулиці Тернопільській, № 1 а, квартира № 37. Помер у Львові 25 червня 1979 року.

## Творчість
Працював у галузях станкового живопису та станкової графіки. Створював портрети, пейзажі, натюрморти, історичні полотена. Серед робіт:
живопис
- «Партизани чатують» (1932);
- «Допит комунарки» (1934);
- «Сутичка робітників з козаками. 1905 рік» (1935);
- «Зустріч Олександра Пушкіга із засланцем Вільгельмом Кюхельбекером» (1936—1937);
- «Останній шлях Пушкіна» (1936—1937);
- «Смерть партизана» (1937);
- «Художник Василь Вовченко» (1937; Національний художній музей України);
- «Народний артист Олександр Крамов» (1937—1938);
- «Письменник Юрій Яновський» (1938);
- «Народний артист Мар'ян Крушельницький» (1941);
- серія присвячена історії Львова:
  - «Куточок старого Львова» (1946; Бєлгородський державний художній музей);
  - «Львів. Подвір'я Ставропігійского братства» (1946);
  - «Петро I на площі Ринок у Львові. 1707» (1947; Львівський історичний музей);
  - «Заснування Львова» (1947; Львівський історичний музей);
  - «Оборона Львова від військ польського короля Казимира 1349 року» (1947; Львівський історичний музей);
- «Письменниця Ірина Вільде» (1947);
- «Петро Козланюк» (1947);
- «Художник Осип Курилас» (1947; Національний музей у Львові);
- «Художник Василь Форостецький» (1947);
- «Художник Роман Турин» (1948);
- «Двічі Герой Радянського Союзу Василь Рязанов» (1948);
- «Гуцулка» (1949);
- «Збір яблук» (1949);
- «Заслужений артист Іван Рубчак» (у ролі Івана Карася в опері «Запорожець за Дунаєм» Семена Гулак-Артемовського, 1949);
- «Народні збори у Львові в 1939 році, які проголосили Радянську владу на Західній Україні» (1949);
- «Вінок на могилу Івана Франка» (1950);
- «Українка в народному костюм» (1951; Бєлгородський державний художній музей);
- «Микола Гоголь читає Олександру Пушкіну „Мертві душі“» (1952; Всеросійський музей Олександра Пушкіна);
- «Козак» (1953; Бєлгородський державний художній музей);
- «Заслужена артистка Наталія Слободян» (1953);
- «Художник Михайло Єршов» (1953);
- «Гуцулка Сохниха» (1954);
- «Бузок» (1954);
- «Іван Богун» (1954);
- «Іван Франко та Михайло Коцюбинський серед гуцулів у Криворівні» (1954);
- «Гуцул» (1954);
- «Гуцул Михайло Потож» (1954);
- «Будяки» (1955);
- «Козак з люлькою» (1955);
- «Танцівниця Єлена Шепілова» (1955);
- «Стежка» (1956);
- «Брюнет» (1956);
- «Дівчина» (1957);
- «Микола Щорс» (1957);
- «Скульпторка Теодозія Бриж» (1957);
- «Портрет в червоному» (1957);
- «Валя в чорному» (1957; Бєлгородський державний художній музей);
- «Співачка Магда Якулеску» (1959);
- «Дівчина в зеленій хустці» (1962);
- «Верховинці» (1963);
- «Привіт галицьким комуністам» (1963);
- «Дзвіночки» (1967);
- «Комсомольці 1920-х років» (1967);
- «Олеко Дундич» (1967);
- «1919 рік. Розвідка червоних» (1968);
- «Галревком» (1970);
- «Осінь у парку» (1970);
- «Осінні квіти» (1970);
- «Львів. Порохова вежа» (1971);
- «Останній сніг» (1972);
- «Айстри» (1973);
- «Похмурий березень» (1974);
- «Робота в полі» (1975);
- «Безславний кінець» (1975);

графіка
- «Дуель Пушкіна» (1936—1937, чорна акварель, білила);
- «Тарас Шевченко на допиті у шефа жандармів Орлова» (1939, автолітографія; Національний музей Тараса Шевченка);
- ілюстрації до поеми Тараса Шевченка «Гайдамаки» (1939, олівець; Національний музей Тараса Шевченка);
- «Тарас Шевченко і Микола Чернишевський» (1939, кольорова автолітографія; Національний художній музей України);
- «Дворик» (1945, картон);
- «Пушкін на прогулянці» (гуаш, 1949, гуаш; Всеросійський музей Олександра Пушкіна);
- «Водоспад у Косові» (1954, картон);
- «В жовтій сукні» (1956, папір, акварель);
- «Жіночий портрет» (1957, вугілля);
- «Гвоздика на вікні» (1959, акварель);
- «На засланні… без права писати і малювати» (1961, гуаш);
- «Дві фігури» (1971, папір, олівець).

Брав участь у обласних виставках з 1927 року, республіканських — з 1929 року, всесоюзних — з 1937 року, зарубіжних — з 1933 року. Персональні виставки відбулися у Львові у 1959 і 1975 роках.
Крім вище згаданих музеїв, роботи зберігаються у Львівському літературно-меморіальному музеї Івана Франка, Харківському художньому музеї, Музеї історії Полтавської битви у Полтаві, Музеї Івана Франка у Вінніпезі. Найбільша колекція його графічних і живописних творів (223 одиниці) належить Бєлгородському державному художньому музею.
Портрет художника у 1947 році написав Євген Левханян.